# Microrregión de Rio do Sul
La microrregión de Rio do Sul es una de las microrregiones del estado brasileño de Santa Catarina perteneciente a la mesorregión Valle del Itajaí. Su población fue recenseada en 2010 por el IBGE en 204.913 habitantes y está dividida en veinte municipios. Posee un área total de 5.267,569 km².

## Municipios
- Agrolândia
- Agronômica
- Aurora
- Braço do Trombudo
- Dona Emma
- Ibirama
- José Boiteux
- Laurentino
- Lontras
- Mirim Doce
- Pouso Redondo
- Presidente Getúlio
- Presidente Nereu
- Rio do Campo
- Rio do Oeste
- Rio do Sul
- Salete
- Taió
- Trombudo Central
- Vitor Meireles
- Witmarsum

- Datos: Q2597121